# Louis Le Chatelier

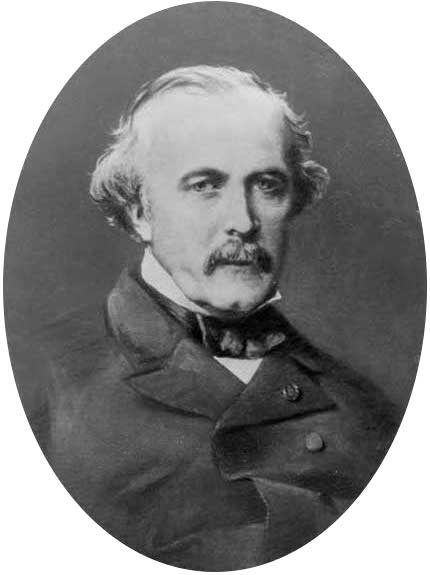
Louis Le Chatelier

Louis Le Chatelier (ur. 20 lutego 1815 w Paryżu, zm. 10 listopada 1873 w Paryżu) – francuski inżynier górnictwa.
Studiował na École Polytechnique i specjalizował się w inżynierii górnictwa. Opracował metodę wykrywania gazów kopalnianych oraz lampę nazwaną jego imieniem. Pracował również nad metodą uzyskiwania aluminium z boksytów, wykorzystaną później w procesie Bayera. Opracował metodę badania zmian objętościowych kruszyw mineralnych. Ojciec Henriego Le Chateliera.
Jego nazwisko pojawiło się na liście 72 nazwisk na wieży Eiffla.